# Члены Церкви Иисуса Христа Святых последних дней
Члены Церкви Иисуса Христа Святых последних дней (или неофициально Мормо́ны, англ. Mormons, ед. ч. мормо́н) — последователи так называемой Церкви Иисуса Христа (ЦИХСПД), проповедующей «восстановление» христианства в первоначальном виде. Основана религиозным деятелем Джозефом Смитом-младшим в штате Нью-Йорк (США) в 1820-х годах. Как сами считают, их церковь представляет собой возрождённую и очищенную от позднейших искажений раннехристианскую Церковь. По состоянию на 2017 год членами этой церкви являлось 16 300 000 человек. С 2018 года Церковь просит, чтобы её членов называли, согласно её полному наименованию, членами Церкви Иисуса Христа Святых последних дней, или сокращённо — «Святыми последних дней».
Термин является заимствованием из Книги Мормона — Священного Писания, которое используется наряду с Библией. «Книга Мормона» была продиктована Джозефом Смитом-младшим, утверждавшим, что это перевод древних летописей коренного населения Америки, составленных пророком Мормоном и его сыном Моронием, последними представителями народа нефийцев. После смерти Смита в 1844 году верующие последовали за Бригамом Янгом, туда, где позднее образовалась Территория Юта[аффилированный источник? 833 дня].
Изначально мормоны обязуются быть законопослушными гражданами и участвовать в государственных делах. Они считают юридически необходимым соблюдение принципа свободы совести и вероисповеданий. Вероучение мормонов включает в себя пять главных таинств: крещение в 8 лет; дарование Святого Духа; рукоположение в чины священства; причащение хлебом и водой; храмовые таинства. Брак (запечатывание) бывает светским (для земной жизни) и вечным (для жизни после смерти).
Членов церкви объединяет сильное чувство общности, которое проистекает из их доктрины и истории.
Рождаемость семьи в этой вере оценивается в 7,6 ребёнка на средний брак в 1820—1845 годах и в 8,2 ребёнка на средний брак в 1846—1880 годах.
У мормонов есть свои традиции. По понедельникам проходят домашние семейные вечера. Один раз в неделю — вечера молодёжи (для девушек и юношей от 12 до 18 лет), в которые входят: общественный труд, благотворительность, спортивные игры, уроки, танцы и т. д. Раз в месяц — вечер общества милосердия[страница не указана 2468 дней].
Верующие соблюдают кодекс здоровья, предполагающий воздержание от употребления спиртных напитков, табака, кофе, зелёного и чёрного чая и других продуктов и веществ, вызывающих привыкание. Их ценности, как правило, ориентированы на семью и поддержание тесной связи между поколениями, а также — между близкими и дальними родственниками. Практикующие этой веры следуют строгому закону целомудрия, который требует верности партнёру по гетеросексуальному браку.
Мормоны считают себя христианами, однако они не принадлежат к протестантскому, католическому или православному течению, но имеют сходные моральные, культурные и семейные ценности, а их отдельные верования отличаются от основных течений христианства. Библия и другие книги Священного Писания, например, Книга Мормона, являются для них священными. Эти книги мормоны используют, свидетельствуя о своей вере. У мормонов свой взгляд на космологию; они верят, что все люди — духовные дети Бога и что для возвращения к Богу необходимо последовать примеру Иисуса Христа и принять Его Искупление через такое таинство, как крещение. Они верят, что Церковь Христа была восстановлена через Джозефа Смита и управляется живущими пророками и апостолами. Центральное место в мормонской религии занимает вера в то, что Бог говорит со своими детьми, отвечая на их молитвы.
Мормоны считают, что о каждом человеке заботится Бог, и, совершая правильный выбор, каждый способен совершенствоваться.
Благодаря высоким показателям рождаемости и обращениям в веру, численность мормонов за последние десятилетия значительно выросла. В 1971 году количество мормонов составляло 3 090 953 человека, в 2017 этот показатель достиг 15 882 417 человек во всем мире.

## Происхождение термина
Термин «мормон» чаще всего связывают с членами Церкви Иисуса Христа Святых последних дней (Церкви СПД). Он заимствован из названия Книги Мормона, священного для мормонов текста, который, как они считают, является переводом писаний с золотых пластин, переданных Джозефу Смиту-младшему ангелом. Он был опубликован в 1830 году. Согласно тексту, книга была названа в честь Мормона — древнего пророка и историка, жившего в IV в. н. э. на Американском континенте. Он объединил и сократил летописи своих предшественников. Книга, как считают мормоны, представляет собой описание отношений между Богом и доколумбовыми цивилизациями Америки в период примерно с 2600 г. до н. э. по 420 г. н. э., составленное пророками и последователями Иисуса Христа. Здесь также повествуется об учении Иисуса Христа, изложенном им самим во время личного посещения Америки уже после своего воскресения.
Согласно Оксфордскому словарю английского языка один из первых случаев употребления слова «мормон», описывающего верующих в истинность Книги Мормона, был зафиксирован в 1833 году в газете Daily Herald, издававшейся в городе Луисвилл (штат Кентукки).
Мормоны часто ассоциируются с книгой Конан Дойля "Этюд в багровых тонах", где они изображены как безнравственная агрессивная секта с многожёнством (или многобрачием), которое действительно было отличительной чертой многих первых мормонов. Однако это уже не является характерной чертой мормонизма: оно было отменено Церковью СПД в 1890 году.